# Closer to the Edge
«Closer to The Edge» es una canción escrita por Jared Leto y realizado por la banda estadounidense de rock 30 Seconds to Mars. Esta canción fue producida por la banda y coproducido por Flood, el tema es la séptima canción y el tercer sencillo de su tercer álbum de estudio This Is War. Fue lanzado en los Estados Unidos en agosto de 2010.

## Antecedentes
Tomo Milicevic, el guitarrista de 30 Seconds to Mars, dijo sobre la canción «Es un tema realmente interesante. Lo llamamos nuestra canción “pop”, aunque cuando la escuchas te das cuenta realmente de que tiene mucho de la gloria del rock en sí mismo. Es una canción que te engaña, y eso me gusta. Jared realmente se impulsó como compositor aquí; con este tema estaba tratando de crear una música muy accesible a la audiencia pero que tampoco fuese extremadamente comercial, que no entrase con cuchara».

## Video musical
El video musical se estrenó el 9 de junio de 2010, a través de YouTube. El video fue dirigido por Bartholoméw Cubbins, seudónimo del cantante Jared Leto. El video contiene escenas de cerca 30 espectáculos durante su tour Into the Wild, que se inició el 19 de febrero de 2010, y se extendió hasta el 26 de noviembre de 2011. El video de seis minutos de duración muestra a la banda tocando en varios países, comentarios de algunos fanes y algunas tomas en el backstage. Uno de los miembros no oficiales que participan en la gira, Braxton Olita, muestra su mano al final del video. "Closer to the Edge" no es el primer video en directo de la banda, siendo precedido por "Edge of the Earth". El video alcanzó la posición #3 en los 100 más pedidos del 2010 de MTV en la región norte y posteriormente la #6 en la región centro, y la #10 en la región sur.

## Formatos del sencillo
- «Closer to the Edge» (radio edit) - 4:15
- «Closer to the Edge» (álbum versión) - 4:32

## Listas
| Listas (2010-11)                                 | Posición |
| ------------------------------------------------ | -------- |
| Australia Singles Chart                          | 13       |
| Austria Singles Chart                            | 20       |
| Belgium Singles Chart (Flanders)                 | 21       |
| Finnish Singles Chart                            | 15       |
| Germany Singles Chart                            | 26       |
| Netherlands Singles Chart (Dutch Top 40)         | 44       |
| Netherlands Singles Chart (Mega Singles Top 100) | 88       |
| New Zeland Singles Chart                         | 21       |
| Switzerland Singles Chart                        | 61       |
| Portugal Singles Chart                           | 6        |
| UK Rock                                          | 1        |
| UK Singles Chart                                 | 44       |
| US Billbiard Hot 100                             | 99       |
| US Pop Songs (Billboard)                         | 30       |
| US Adult Pop Songs (Billboard)                   | 18       |
| US Heatseekers Songs (Billboard)                 | 30       |
| US Alternative Songs (Billboard)                 | 7        |
| US Rock Songs (Billboard)                        | 21       |